# Вероніка Саболова
Вероніка Саболова (словац. Veronika Sabolová; 20 березня 1980, м. Кошиці, Словаччина) — словацька саночниця, яка виступає в санному спорті на професіональному рівні з 2000 року. Є лідером національної команди, тричі учасник зимових Олімпійських ігор, найкраще досягнення — 14 місце в 2010 році в одиночних змаганнях (в 2006 в Турині була 19-ю, у 2002 Солт Лейк Сіті була 21), такі ж скромні результати на світових форумах саночників (10 місце в Нагано у 2004 — найкращий результат).